# Michel Zucarelli
Michel Zucarelli (nascido em 30 de outubro de 1953) é um ex-ciclista francês que competiu em duas provas de ciclismo de pista nos Jogos Olímpicos de Verão de 1972.